# Ха Хьон Джу
Ха Хьон Джу (кор. 하형주; нар. 3 червня 1962) — південнокорейський дзюдоїст, олімпійський чемпіон 1984 року, призер чемпіонатів світу.

## Виступи на Олімпіадах
| Олімпіада         | Дисципліна | Місце |
| ----------------- | ---------- | ----- |
| Лос-Анджелес 1984 | до 95 кг   | 1     |
| Сеул 1988         | до 95 кг   | 18    |